# TESC
TESC (англ. Tescalcin) – білок, який кодується однойменним геном, розташованим у людей на 12-й хромосомі. Довжина поліпептидного ланцюга білка становить 214 амінокислот, а молекулярна маса — 24 750.
| 10         |  | 20         |  | 30         |  | 40         |  | 50         |
| ---------- |  | ---------- |  | ---------- |  | ---------- |  | ---------- |
| MGAAHSASEE |  | VRELEGKTGF |  | SSDQIEQLHR |  | RFKQLSGDQP |  | TIRKENFNNV |
| PDLELNPIRS |  | KIVRAFFDNR |  | NLRKGPSGLA |  | DEINFEDFLT |  | IMSYFRPIDT |
| TMDEEQVELS |  | RKEKLRFLFH |  | MYDSDSDGRI |  | TLEEYRNVVE |  | ELLSGNPHIE |
| KESARSIADG |  | AMMEAASVCM |  | GQMEPDQVYE |  | GITFEDFLKI |  | WQGIDIETKM |
| HVRFLNMETM |  | ALCH       |  |            |  |            |  |            |

A: Аланін

C: Цистеїн

D: Аспарагінова кислота

E: Глутамінова кислота

F: Фенілаланін

G: Гліцин

H: Гістидин

I: Ізолейцин

K: Лізин

L: Лейцин

M: Метіонін

N: Аспарагін

P: Пролін

Q: Глутамін

R: Аргінін

S: Серин

T: Треонін

V: Валін

W: Триптофан

Кодований геном білок за функцією належить до ліпопротеїнів. 
Задіяний у таких біологічних процесах, як транспорт, транспорт білків, диференціація клітин, альтернативний сплайсинг. 
Білок має сайт для зв'язування з іонами металів, іоном кальцію. 
Локалізований у клітинній мембрані, цитоплазмі, ядрі, мембрані, клітинних відростках.